# Upplands runinskrifter 993
Runinskrift U 993 är en runsten i Brunnby i Funbo socken i Uppland, känd sedan 1600-talet och återfunnen år 1945.
Uppmålad 1990 och 2008.

## Inskriften

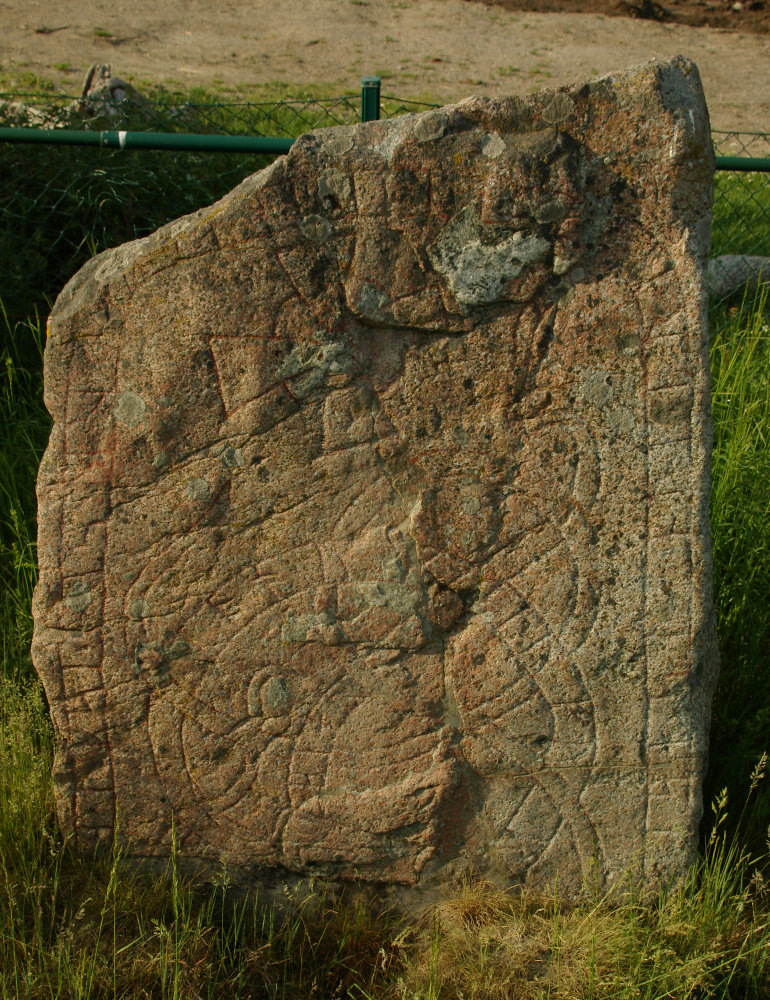
Runsten U 993, 2007.

Translitterering av runraden:
ion · u(k) iufur[-ast litu r]aisa ' stin uk ' bru ' iftiʀ ' uiha ' faþur ' su[n] ' istin[s ybiʀ · rist-] biarn
Normalisering till runsvenska:
Ion ok Iofur[f]ast letu ræisa stæin ok bro æftiʀ Viga, faður, sun Øystæins/Æistæins. Øpiʀ rist[i]. Biorn.
Översättning till nusvenska:
Jon och Jovurfast lät resa stenen och bron efter Vige, sin fader, Östens son. Öpir ristade. Björn.